# D.J. Fontana
D.J. Fontana, eg. Dominic Joseph Fontana, född 15 mars 1931 i Shreveport, Louisiana, död 13 juni 2018 i Nashville, Tennessee, var en amerikansk trummis, bland annat för Elvis Presley mellan 1955 och 1968.
Fontana spelade under 14 år med Elvis, och spelade senare med flera andra stora artister som exempelvis Dolly Parton, Roy Orbison, Carl Perkins, Paul McCartney, Ringo Starr, Ron Wood och Keith Richards.
Fontana fortsatte med att spela Elvis-låtar även efter Elvis död. Han turnerade i Sverige med The Cadillac Band, m.fl. Han döpte bandet till The Cadillac Band då han gillade låten Cadillac. Han var i Sverige ett antal gånger även på senare år och spelade med The Cadillac Band.
2009 invaldes Fontana i Rock and Roll Hall of Fame.
Den 13 juni 2018 avled Fontana i sitt hem 87 år gammal.